# Aeropuerto de Placencia

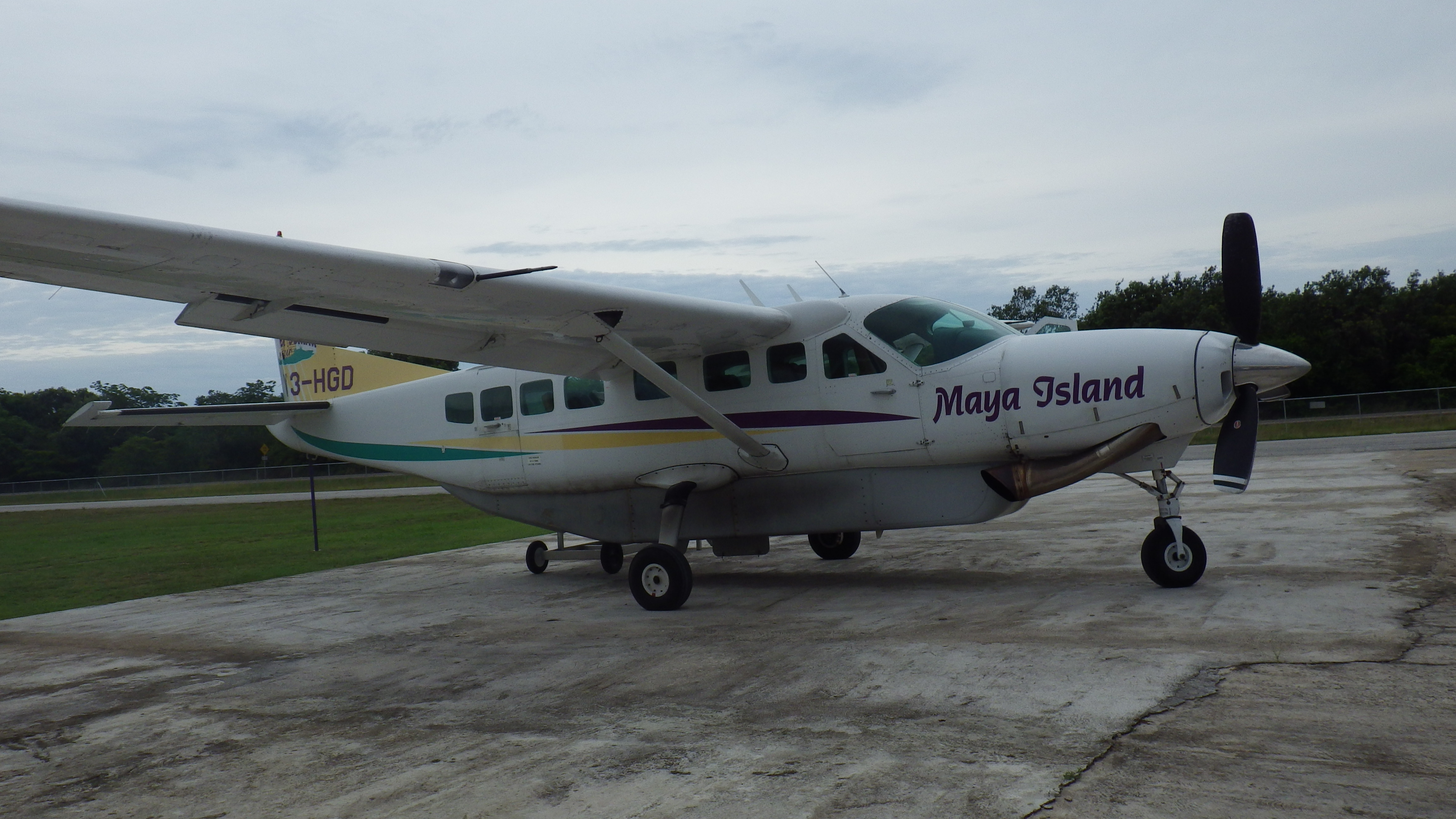
Cessna 208 en la plataforma del aeropuerto

El Aeropuerto de Placencia  (en inglés: Placencia Airport) es un aeropuerto que sirve a Placencia, una localidad en el pequeño país centroamericano de  Belice. Tiene una franja pavimentada y cruza una península de este a oeste. 
Para diciembre de 2012, la pista está pavimentada y en buenas condiciones. Hay obstáculos cortos en cada extremo de la pista, sin embargo la maleza se extiende aproximadamente 10 pies de alto fuera del centro de cada extremo. Aunque el aeropuerto es servido principalmente por vuelos de ala alta , un Cessna 310 fue capaz de despegar y aterrizar cómodamente con autorización.
Debido a la brisa del mar típica del área, los despegues y aterrizajes se hacen típicamente con equipos especiales. Se permiten vuelos privados. El Aparcamiento debe coordinarse con Tropic Air o Maya Island Air. El aeropuerto no tiene seguridad propia.